# Гняздув (Великопольське воєводство)
Гняздув (пол. Gniazdów) — село в Польщі, у гміні Нове Скальмежице Островського повіту Великопольського воєводства.
Населення — 99 осіб (2011).

## Демографія
Демографічна структура станом на 31 березня 2011 року:
|          | Загалом | Допрацездатний вік | Працездатний вік | Постпрацездатний вік |
| -------- | ------- | ------------------ | ---------------- | -------------------- |
| Чоловіки | 50      | 3                  | 42               | 5                    |
| Жінки    | 49      | 5                  | 32               | 12                   |
| Разом    | 99      | 8                  | 74               | 17                   |